# 森橋ビンゴ
森橋 ビンゴ（もりはし ビンゴ、男性、1979年3月2日 - ）は、日本の小説家、ゲームシナリオライター、漫画原作者、元ゲームクリエイター。株式会社ナインストーリーズ代表取締役。

## 人物
広島県出身。血液型はB型。
広島学院高等学校、大阪芸術大学芸術学部映像学科卒業。在学中は小池一夫に師事する。ゼミの同門生に漫画家の椎橋寛、険持ちよらがいる。中川トシヒロ名義の『刀京始末網』で第三回えんため大賞ドラマ企画書部門優秀賞を受賞。
大学卒業後カプコンに勤め、「Devil May Cry 3」の開発などに携わった。2006年春にカプコンを退社。小説家として活動する中、専門学校の講師も務めていた。
2011年に株式会社ナインストーリーズを立ち上げ代表取締役に就任した。ナインストーリーズではゲームのシナリオを中心としたテキストを制作している。
麻雀漫画の原作を多く手がけており、自身も『近代麻雀』（竹書房）主催の「麻雀最強戦」第20回大会において一般参加者枠で全国予選を勝ち抜き本戦出場を果たした程の腕の持ち主である。
愛煙家で、特にメンソールの煙草を好んでおり。自身のブログのタイトル「MeNTHoL BaBY」もメンソールに由来する。

## 作品リスト

### 著書
- 刀京始末網 ファミ通文庫
  1. ヒツジノウタ 2002年2月、ISBN 4-7577-0751-7
  2. ツキニホエル 2003年5月、ISBN 4-7577-1456-4
- 三月、七日。 ファミ通文庫
  1. 2004年5月、ISBN 4-7577-1835-7
  2. その後のハナシ 2004年12月 ISBN 4-7577-2100-5
- 青春時計 富士見ミステリー文庫、2005年11月10日 ISBN 4-8291-6325-9（川上亮、緋野莉月との共著）
- pulp ファミ通文庫
  1. 2005年12月24日 ISBN 4-7577-2552-3
  2. 2006年3月30日 ISBN 4-7577-2664-3
  3. 2006年7月29日 ISBN 4-7577-2869-7
- ラビオリ・ウエスタン ファミ通文庫、2007年2月28日 ISBN 978-4-7577-3344-2
- チョコレートゴシップ 角川書店、2007年3月 ISBN 978-4-04-873759-3
- ソウルソードスーパースター 徳間デュアル文庫
  1. 〈上〉接触篇 2008年12月10日 ISBN 978-4-19-905188-3
  2. 〈下〉発動篇 2008年12月10日 ISBN 978-4-19-905189-0
- ナナヲ♥チートイツ メガミ文庫 2009年2月4日 ISBN 978-4-05-903530-5
- ぼくこい 角川スニーカー文庫 2010年5月1日 ISBN 978-4-04-419224-2
- 東雲侑子は短編小説をあいしている（FB Online 2011年4号 - 8号連載）2011年9月30日 ファミ通文庫 ISBN 978-4-04-727522-5
  - 東雲侑子は恋愛小説をあいしはじめる 2011年12月26日 ISBN 978-4-04-727720-5
  - 東雲侑子は全ての小説をあいしつづける 2012年5月30日 ISBN 978-4-04-728077-9
- この恋と、その未来。 ファミ通文庫
  1. 一年目 春 2014年6月30日 ISBN 978-4-04-729728-9
  2. 一年目 夏秋 2014年11月29日 ISBN 978-4-04-730053-8
  3. 一年目 冬 2015年5月30日 ISBN 978-4-04-730507-6
  4. 二年目 春夏 2015年10月30日 ISBN 978-4-04-730768-1
  5. 二年目 秋冬 2016年5月30日 ISBN 978-4-04-734141-8
  6. 三年目 そして 2016年11月30日 ISBN 978-4-04-734352-8

### 読み切り・短編
- ドードー鳥と冬の空（ザ・スニーカー 2007 february 掲載（角川書店）2006年12月27日）
- 3億9400万回愛してる（野性時代 Vol.44(2007年7月号)掲載（角川書店）2007年6月）
- セックスフレンドジャポニズム（SF Japan 2009 SPRING掲載（徳間書店）2009年3月13日、ISBN 978-4-19-862695-2）
- 明くる日のシズマ（SF Japan 2010 AUTUMN掲載（徳間書店）2010年11月30日、ISBN 978-4-19-863062-1）
- 彼女はツかれているので（FB Online 13th特別企画夏のライトホラー短編競作 2011年8号掲載（エンターブレイン）2011年7月29日、後に「ホラーアンソロジー2 "黒"」に収録、2012年8月30日、ファミ通文庫、ISBN 978-4-04-728298-8）
- 彼女は絵本を書きはじめる（「ショートストーリーズ 僕とキミの15センチ」に収録、2017年10月30日、ファミ通文庫、ISBN 978-4-04-734747-2）

### ノベライズ
- デビルメイクライ4-Deadly Fortune- 角川スニーカー文庫 - 安井健太郎との共著
  1. 2009年4月1日 ISBN 978-4-04-419222-8
  2. 2009年7月1日 ISBN 978-4-04-419223-5
- Devil May Cry 5 －Before the Nightmare－ 角川スニーカー文庫 2019年3月1日 ISBN 978-4-04-108092-4

### 漫画原作
- 月吼 〜Hurtful Dogs〜（画・井上紀良、『時代劇漫画 刃-JIN-』(小池書院）2008年5月号）
- 空白のガラン（作画：森遊作、『近代麻雀』（竹書房）2009年10月1日号）
- チャンプ -shoichi外伝-（作画：菊地昭夫、協力：桜井章一、『近代麻雀』2009年12月1日号）
- ナナヲチートイツ（作画：前川かずお、『近代麻雀オリジナル』（竹書房）2011年1月号-2013年4月号、全3巻）
  - ナナヲチートイツ -紅龍-（作画：前川かずお、『近代麻雀』2015年8月15日号-2018年4月15日号、全4巻）
- 海傑エルマロ（中川トシヒロ名義で脚本を担当、原案：伊藤福八、作画：井上紀良、『月刊ヒーローズ』（ヒーローズ）2011年12月号（創刊号）- 2014年11月号、全8巻）
- 牌龍（パイロン）-異能の闘牌-（作画：戸田邦和、『近代麻雀』2011年12月1日号-2013年4月1日号、全2巻）
- 東雲侑子は短編小説をあいしている（作画：成瀬ちさと、『ファミ通コミッククリア』（エンターブレイン）2012年5月25日- 2013年8月30日、全1巻）
- 花鳥風月（作画：前川かずお、『近代麻雀』2013年7月1日号-2014年4月1日号、全1巻）
- 脱衣転生（中川トシヒロ名義で原作を担当、作画：井上紀良、『近代麻雀』2014年5月15日号-2014年9月15日号、全1巻）
- 鉄牌のジャン!（作画：西条真二、『近代麻雀』2015年9月15日号-2018年2月1日号、全7巻）
  - 鉄牌のジャン!VR（作画：西条真二、『近代麻雀』2018年3月15日号-2018年2月1日号、全3巻）
- 禁猟六区（作画：秋重学、『月刊ヒーローズ』2015年10月号（前編）・2015年11月号（後編）・2016年12月号-2018年7月号（連載）、全3巻）
- うしろ（ナズカトキオと共にスクリプトユニット・トキオビンゴ名義で脚本を担当、作画：みもり、原案：レベルファイブ、『月刊ヒーローズ』　2016年1月号-2月号[1]）
- DISTANCE -前田直哉-（作画：木村周司、『近代麻雀』2016年3月1日号）
- この恋に未来はない（作画：粉子すわる、『シルフ』（KADOKAWA アスキー・メディアワークス）2016年12月号-『pixivシルフ』2017年11月30日、全2巻）
- ゲッターロボ牌（原作：永井豪・石川賢、作画：ドリル汁、『近代麻雀』2017年1月15日号-、既刊2巻）
- JKオブ・ザ・デッド〜ミカとゾンビと麻雀と〜（作画：西条真二、『近代麻雀』2019年3月号-2019年9月号）

### ゲーム関係
- デビルメイクライシリーズ
  - Devil May Cry 2（企画）
  - Devil May Cry 3（シナリオ）
  - Devil May Cry 4（シナリオ）
  - Devil May Cry 5（シナリオ）
  - DmCデビルメイクライ（日本語字幕）[2]
- 真・女神転生III-NOCTURNE マニアクス（R&Dスタッフ）
- BLAZBLUE（家庭用のみストーリー協力）
- GUILTY GEAR XX アクセントコアプラス
- セブンスドラゴン2020（シナリオ）
  - セブンスドラゴン2020-II（シナリオ）
- ドラゴンズドグマ（シナリオ、テキスト制作）
- 鬼武者Soul（シナリオ）
- ベヨネッタ2（シナリオ協力）
- フェアリーフェンサー エフ ADVENT DARK FORCE（シナリオ協力）

### アニメーション
- Devil May Cry（シナリオ）

### ドラマCD
- TVアニメーション「Devil May Cry」ドラマCD フロンティアワークス
  1. 2007年12月21日
  2. 2008年2月27日

### インタビュー掲載
- Devil May Cry 3設定資料集 Note of Naught 2006年3月30日 エンターブレイン ISBN 4-7577-2767-4
- ザ・スニーカー2006年12月号「この人に聞け！ 第1回 森橋ビンゴをつくる30＋1」 2006年10月30日 角川書店
- 大阪芸術大学河南文藝Vol.6「シナリオを書くこと、小説を書くこと」小池書院 2009年5月15日 ISBN 978-4-86225-468-9
- 大阪芸術大学大学漫画Vol.21 「10年先輩」に学べ！ キャラクター達人への道 2012年11月27日 小池書院 ISBN 978-4-86225-886-1
- ファミ通.com 「『鬼武者Soul』が大型アップデート「関東風雲編」を実施！ “鬼物語”のシナリオを手掛ける森橋ビンゴ氏へのロングインタビューをお届け」 2013年6月28日 エンターブレイン
- 4Gamer.net 「ナインストーリーズ 森橋ビンゴ氏へのインタビューを掲載。「鬼武者Soul」のシナリオ執筆の裏話や，カプコン在籍時のエピソードを聞いてきた」 2013年6月28日 Aetas

## 出演番組
- 小池一夫のニコニコキャラクター塾！（第10講、ゲスト出演、2013年2月20日放送、ニコニコ生放送）